# Fernando Basurto
Fernando Basurto (n. Jaca en el siglo XV - m. después de 1542) fue un militar, poeta, novelista y ensayista español, autor de varias obras entre las que se encuentran dos hagiografías, un libro de caballería titulado Florindo de la extraña ventura y de una curiosa defensa de la pesca como pasatiempo de la nobleza, titulada Diálogo del cazador y del pescador.
Sus mecenas pertenecieron a familias influyentes del patriciado aragonés en el siglo XVI, como los Martínez de Luna y los Fernández de Heredia, a quienes dedicó sus obras.

## Biografía
Se desconocen sus orígenes y su fecha de nacimiento, aunque por una de sus obras dedicadas a la patrona de Jaca (Aragón), se le atribuye haber nacido en esa ciudad. Carlos de Ochoa Madrazo le propone como hijo de un personaje de apellido Basurto, que era alcaide de Medina Sidonia en 1474 y murió trágicamente, sobre la base de la coincidencia de apellidos, y Pascual de Gayangos y Arce le hace nieto del cronista mosén Diego de Valera, aunque la descendencia a través de sus dos supuestas hijas no está demostrada, por lo que los autores especializados en su figura y obra no recogen el dato.
Se distinguió por su valor en la guerra de Granada alrededor de 1492, y también participó en la conquista de Italia por los aragoneses, hechos que aparecen reflejados en su obra Florindo de la extraña ventura, publicada en la imprenta de Pedro Hardouin en 1530. El hecho de que dedicase la obra a Juan Fernández de Heredia y Bardají, I conde de Fuentes, hace pensar que estuvo a su servicio ya en torno a 1528, cuando Carlos I de España firmó el privilegio para su publicación el 19 de julio estando en las cortes de Monzón de 1528. Se trata de un libro de caballería bastante atípico, porque si bien el héroe se enfrenta reiteradamente con los musulmanes como ocurre en otras obras del género, hay poco espacio para los prodigios y los encantamientos. Además, el protagonista no tiene una única dama de sus pensamientos, y oscila entre diversos devaneos, casándose finalmente con una princesa a la que nunca había visto. El texto revela cierta misoginia en el autor, así como prevenciones morales contra el juego y otros vicios. Incluye una batalla alegórica, la del Castillo Encantado de las Siete Venturas, que ha sido señalada como un adelanto de los libros de caballería a lo divino. En lo político, el libro defiende las pretensiones del Sacro Imperio Romano Germánico sobre el reino de Nápoles, y adversa las de los reyes de Francia, haciendo un claro homenaje al emperador Carlos V. La obra no parece haber gozado del favor del público, ya que no volvió a imprimirse ni tuvo continuadores, aunque Basurto había anunciado una segunda parte en la que se relatarían los hechos de don Florisán, hijo del protagonista.
Se sabe que participó 1533 en el recibimiento triunfal que preparó la ciudad de Zaragoza a la emperatriz Isabel de Portugal cuando se dirigía a Barcelona para encontrarse allí con su esposo Carlos V. En esa oportunidad se presentó una obra teatral que el concejo de la ciudad le encargó: Representación del martirio de Santa Engracia y sus dieciocho compañeros, compuesta especialmente para los festejos, cuyo texto se ha perdido y se duda de que fuese publicada.
Su obra más original y conseguida es el Diálogo del cazador y del pescador, que publicó en Zaragoza en 1530, en la imprenta de Jorge Coci, y que dedicó a Pedro Martínez de Luna y Urrea, I conde de Morata de Jalón.   Se trata de un texto muy original, cuya importancia estriba en ser la primera reivindicación literaria en España de la pesca, entendida como pacífico pasatiempo, en contraste con la violencia y los riesgos de la cacería. Además, constituye la primera referencia escrita sobre la elaboración de una mosca de pesca (señuelo) en el país. También fue obra suya Vida y milagros de Santa Orosia, virgen y mártir, patrona de la ciudad de Jaca, y de las montañas de Aragón, cuya publicación atribuye Félix Latassa también a la imprenta de Jorge Coci en 1539, dedicada a Pedro Vaguer, obispo de Alghero, aunque considerando que Vaguer fue nombrado para ese cargo el 4 de marzo de 1541, su publicación se fecha hacia 1542 sin asignarla una imprenta en concreto. Está escrita en versos endecasílabos.

## Obras
- Florindo de la extraña ventura (1530), Zaragoza: imprenta de Pedro Hardouin.[13]
- Descripción poética del martirio de Santa Engracia y de sus dieciocho compañeros, representada en 1533, se duda de que fuese publicada.[3]
- Diálogo poético entre un caballero cazador y un pescador anciano, Zaragoza: imprenta de Jorge Coci, 1539.[2]
- Vida y milagros de Santa Orosia, virgen y mártir, patrona de la ciudad de Jaca, y de las montañas de Aragón (c. 1542).[2]